# Les Mouettes (Gérôme)
Pour les articles homonymes, voir Les Mouettes et Les Mouettes (transport).
Les Mouettes est une huile sur toile du peintre Jean-Léon Gérôme réalisée vers 1902.  Elle fait partie de la collection du musée Jean-Léon Gérôme de Vesoul (France).

## Genèse
La toile est achetée avec l'aide du Fonds régional d’acquisition des musées en 1984.

## Description
Le tableau est une marine avec au premier plan un groupe de mouettes sur un banc de sable ou en vol,.